# Karel Camrda
Karel Camrda (ur. 26 października 1964 w Taborze) – czeski kolarz przełajowy i szosowy reprezentujący Czechosłowację, dwukrotny medalista przełajowych mistrzostw świata.

## Kariera
Pierwszy sukces w karierze Karel Camrda osiągnął w 1988 roku, kiedy zdobył złoty medal w kategorii amatorów podczas przełajowych mistrzostw świata w Hägendorfie. Wyprzedził tam bezpośrednio Szwajcara Rogera Honeggera oraz Duńczyka Henrika Djernisa. Na rozgrywanych cztery lata później mistrzostwach świata w Leeds był drugi wśród zawodowców. Lepszy okazał się tylko Niemiec Mike Kluge, a trzecie miejsce zajął Adrie van der Poel z Holandii. Najlepsze wyniki w Pucharze Świata w kolarstwie przełajowym osiągnął w sezonie 1993/1994, kiedy był piętnasty w klasyfikacji generalnej. Startował również w wyścigach szosowych, ale bez większych sukcesów. Nigdy nie wystąpił na igrzyskach olimpijskich.